# Ron Miller
Cet article concerne l'auteur-compositeur. Pour le gendre de Walt Disney, voir Ronald William Miller.
Pour les articles homonymes, voir Gould et Miller.
Ron Miller, né Ronald Norman Gould le 5 octobre 1932 à Chicago et mort le 23 juillet 2007 à Santa Monica, est un compositeur américain.
Il a composé plusieurs chansons, dont plusieurs tubes, pour des chanteurs comme Frank Sinatra, Judy Garland ou Ella Fitzgerald.

## Sources
- La Libre Belgique, 24 juillet 2007